# Хайленд-Бич (Флорида)
Хайленд-Бич (англ. Highland Beach) — муниципалитет, расположенный в округе Палм-Бич (штат Флорида, США) с населением в 3988 человек по статистическим данным переписи 2007 года.

## География
По данным Бюро переписи населения США муниципалитет Хайленд-Бич имеет общую площадь в 2,85 квадратного километра, из которых 1,29 кв. километра занимает земля и 1,55 кв. километра — вода. Площадь водных ресурсов округа составляет 54,39 % от всей его площади.
Муниципалитет Хайленд-Бич расположен на высоте 4 м над уровнем моря.

## Демография
По данным переписи населения 2007 года в Хайленд-Бич проживало 3988 человек, 1227 семей, насчитывалось 2192 домашних хозяйства и 3677 жилых домов. Средняя плотность населения составляла около 1399,3 человека на один квадратный километр. Расовый состав населённого пункта распределился следующим образом: 98,33 % белых, 0,37 % — чёрных или афроамериканцев, 0,05 % — коренных американцев, 0,37 % — азиатов, 0,77 % — представителей смешанных рас, 0,11 % — других народностей. Испаноговорящие составили 2,97 % от всех жителей.
Из 2192 домашних хозяйств в 4,6 % воспитывали детей в возрасте до 18 лет, 53,2 % представляли собой совместно проживающие супружеские пары, в 1,5 % семей женщины проживали без мужей, 44,0 % не имели семей. 38,1 % от общего числа семей на момент переписи жили самостоятельно, при этом 23,4 % составили одинокие пожилые люди в возрасте 65 лет и старше. Средний размер домашнего хозяйства составил 1,72 человека, а средний размер семьи — 2,15 человека.
Население муниципалитета по возрастному диапазону по данным переписи 2000 года распределилось следующим образом: 3,9 % — жители младше 18 лет, 1,4 % — между 18 и 24 годами, 12,7 % — от 25 до 44 лет, 28,8 % — от 45 до 64 лет и 53,3 % — в возрасте 65 лет и старше. Средний возраст жителей составил 66 лет. На каждые 100 женщин в Хайленд-Бич приходилось 88,4 мужчины, при этом на каждые сто женщин 18 лет и старше приходилось 87,8 мужчины также старше 18 лет.
Средний доход на одно домашнее хозяйство составил 72 989 долларов США, а средний доход на одну семью — 95 217 долларов. При этом мужчины имели средний доход в 87 160 долларов США в год против 40 357 долларов среднегодового дохода у женщин. Доход на душу населения составил 72 989 долларов в год. Все семьи имели доход, превышающий уровень бедности, 2,1 % от всей численности населения находилось на момент переписи населения за чертой бедности, при этом из них были моложе 18 лет и — в возрасте 65 лет и старше.